# Wilhelm Sült

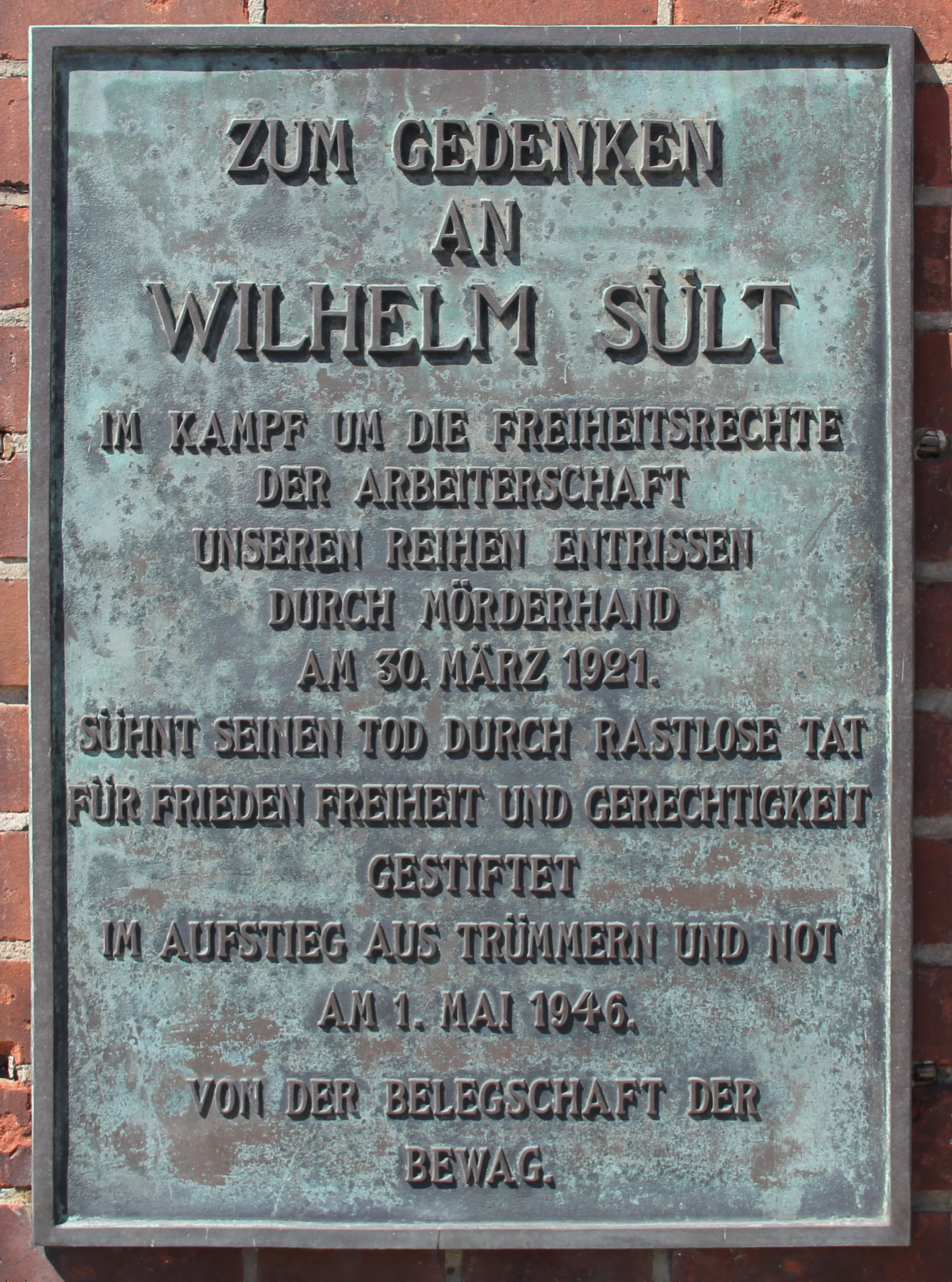
Gedenktafel am ehemaligen Kraftwerk Rummelsburg, Rummelsburger Landstr. 2, Berlin-Oberschöneweide

Wilhelm Sült (* 4. März 1888 in Patzig; † 2. April 1921 in Berlin) war Gewerkschafter und aktives Mitglied der KPD. In den Anfangsjahren der Weimarer Republik galt er als „populärste[r] kommunistische[r] Betriebsfunktionär Berlins“. Dem Berliner Magistrat und Unternehmern war er wegen seines starken Einflusses auf die Berliner Elektrizitätsarbeiter allerdings „ein Dorn im Auge“.
Am 30. März 1921 wurde er von Polizeibeamten der Abteilung I A aus einer Vertrauensleuteversammlung heraus „in Schutzhaft genommen“ und zwei Tage später im Polizeipräsidium am Alexanderplatz durch einen Schuss tödlich verletzt.

## Leben
Sült war Obermaschinist im Kraftwerk Rummelsburg, gewählter Betriebsrat und Obmann der gewerkschaftlichen Vertrauensleute der Berliner Elektrizitätswerke. Ab März 1919 war er einer der drei Vorsitzenden der Arbeitsgemeinschaft der Arbeiterräte beim Berliner Magistrat und zwischen 1918 und 1921 an allen großen Streiks der Berliner Elektrizitätsarbeiter führend beteiligt. Am Vorabend des 9. November 1918 hatte Sült für die Abschaltung der Turbinen des Kraftwerks Rummelsburg gesorgt und leitete in der Folge die Ausstände während des Januaraufstands, der Märzkämpfe und des Kapp-Putsches.
Während der Märzkämpfe in Mitteldeutschland versuchte Sült, in Berlin Solidaritätsstreiks zu organisieren und Geldsammlungen durchzuführen. Am 30. März 1921 wurde er festgenommen, konkrete Vorwürfe erhob man indes nicht. Im Anschluss an eine Vernehmung wurde er am 1. April im Treppenhaus des Berliner Polizeipräsidiums von dem Kriminalbetriebsassistenten Albert Jannicke hinterrücks niedergeschossen. Jannicke hatte Sült nach dessen auf dem Sterbebett gemachten Angaben einige Meter die Treppe hinaufgehen lassen, dann „Halt!“ gerufen und sogleich das Feuer eröffnet. Nach Aussage eines Zeugen ließ man den Schwerverletzten längere Zeit ohne Hilfe am Boden liegen, ein Polizeioffizier trat auf ihn ein und schrie: „Verrecke, du Aas!“ Als Sült in der Charité eintraf, hatte er nach Angaben des behandelnden Arztes bereits 1 1/2 Liter Blut verloren. Er starb am 2. April um 4 Uhr früh. Das Ermittlungsverfahren gegen den Täter wurde am 18. Februar 1922 eingestellt, da dessen Angabe, Sült habe einen Fluchtversuch unternommen, „glaubhaft [sei], jedenfalls aber nicht widerlegt“ werden könne. Dass Sült nach Angabe des Schützen mitten im Polizeipräsidium treppaufwärts geflohen sein soll, erschien zwar auch nach Ansicht juristischer Gutachter „an sich in hohem Grade unglaubhaft“, wurde im Verfahren aber nicht berücksichtigt; ebenso wenig wie der Umstand, dass „nach dem Schusse eine strafbare Handlung (Tötung durch pflichtwidrige Unterlassung) von den beteiligten Polizeibeamten begangen worden ist.“

## Ehrung
Auf der Innenseite der Ringmauer der Gedenkstätte der Sozialisten wurde Sülts Name in eine Porphyrplatte eingemeißelt (in der Abteilung In der Zeit der Weimarer Republik ermordet).
Seit dem 31. Januar 1952 trägt eine Straße in Berlin-Prenzlauer Berg den Namen Sültstraße. Sie verläuft von der Küselstraße zur Ostseestraße.